# Финал Кубка СССР по футболу 1966
Финал Кубка СССР по футболу 1965/66 состоялся 8 ноября 1966 года. Киевское «Динамо» переиграло московское «Торпедо» со счётом 2:0 и стало обладателем Кубка СССР.

## Путь к финалу
| Торпедо Москва    | Торпедо Москва | Торпедо Москва | Этап        | Динамо Киев       | Динамо Киев | Динамо Киев        |
| ----------------- | -------------- | -------------- | ----------- | ----------------- | ----------- | ------------------ |
| Соперник          | Место          | Счёт           |             | Соперник          | Место       | Счёт               |
| Локомотив Тбилиси | В гостях       | 1:0            | 1/16 финала | Динамо Ставрополь | В гостях    | 1:0                |
| Трактор Волгоград | Дома           | 3:1            | 1/8 финала  | Зенит Ленинград   | Дома        | 3:0                |
| Кайрат            | Дома           | 2:1            | 1/4 финала  | Спартак Москва    | Дома        | 4:1                |
| Черноморец Одесса | Дома           | 3:0            | 1/2 финала  | Динамо Минск      | Дома        | 0:0 (доп. вр. 1:0) |

## Ход финального матча
Московское «Торпедо» и киевское «Динамо» в первый раз встречались в рамках финала в истории кубков СССР. До этого они лишь раз сходились на какой-либо из стадий этого турнира: в 1/8 финала Кубка СССР 1937 года киевские динамовцы дома в дополнительное время сломили сопротивление «Торпедо» (4:2) и вышли в четвертьфинал.
В день финального матча стояла морозная погода, поле по периметру обрамляли снежные сугробы. Мяч с центра поля разыгрывали футболисты «Торпедо», однако быстро его потеряли. В пару передач от своей штрафной киевляне доставили мяч своему нападающему Анатолию Бышовцу. Тот неожиданно легко переиграл защитника Вячеслава Марушко, прокинул мяч через Виктора Шустикова и оказался один на один с голкипером москвичей Анзором Кавазашвили, который даже не успел среагировать на удар нападающего «Динамо». Бышовец отправил мяч в левый нижний угол ворот и открыл на 1-й минуте счёт в матче. Автозаводцам нужно было отыгрываться, но их атакам не хватало организации. Самые опасные моменты у москвичей создавал Эдуард Стрельцов, делавший рейды из глубины, но и он часто оказывался среди гущи динамовских защитников. Выделялся в составе «Торпедо» полузащитник Александр Ленёв, сыгравший важную роль в победе над киевлянами в чемпионате, но в этом матче он со своими задачами не справился. Атаки же киевлян были точными, на 29-й минуте Бышовец вновь оказался один на один с Кавазашвили, но немного не попал в верхний угол ворот.
Второй тайм начался с атак киевлян, и москвичи получили свой шанс в контратаке. Стрельцов и Владимир Щербаков параллельно шли к воротам, и оставался один киевский защитник между ними. Мяч был у Стрельцова и был ожидаем пас Щербакову, но Стрельцов решил бить сам, замешкался и мяч был выбит защитником. На 73-й минуте матча прорвавшийся по правому флангу Виктор Серебрянников сделал передачу на дальнюю штангу на Андрея Бибу. После удара Бибы мяч попал в землю и по замысловатой траектории залетел в дальний верхний угол ворот. Киевляне повели 2:0 и сохранили его до финального свистка. Киевское «Динамо» в третий раз стало обладателем Кубка СССР по футболу.

## Финал
| Торпедо Москва | 0:2   | Динамо Киев           |
| -------------- | ----- | --------------------- |
|                | Отчёт | Бышовец 1′ · Биба 73′ |

| ТОРПЕДО:        |  |                   |  |     |
|                 |  |                   |  |     |
| Вр              |  | Анзор Кавазашвили |  |     |
| Зщ              |  | Вячеслав Андреюк  |  |     |
| Зщ              |  | Виктор Шустиков   |  |     |
| Зщ              |  | Вячеслав Марушко  |  | 67' |
| Зщ              |  | Владимир Сараев   |  |     |
| ПЗ              |  | Александр Ленёв   |  |     |
| ПЗ              |  | Валерий Воронин   |  |     |
| ПЗ              |  | Владимир Бреднев  |  |     |
| Нап             |  | Владимир Щербаков |  |     |
| Нап             |  | Эдуард Стрельцов  |  |     |
| Нап             |  | Олег Сергеев      |  |     |
| Замены:         |  |                   |  |     |
| Нап             |  | Владимир Михайлов |  | 67' |
| Главный тренер: |  |                   |  |     |
| Виктор Марьенко |  |                   |  |     |

| ДИНАМО:         |  |                      |  |     |
|                 |  |                      |  |     |
| Вр              |  | Евгений Рудаков      |  | 85' |
| Зщ              |  | Владимир Щегольков   |  |     |
| Зщ              |  | Вадим Соснихин       |  |     |
| Зщ              |  | Василий Турянчик     |  |     |
| Зщ              |  | Леонид Островский    |  |     |
| ПЗ              |  | Йожеф Сабо           |  |     |
| ПЗ              |  | Андрей Биба          |  |     |
| ПЗ              |  | Фёдор Медвидь        |  |     |
| ПЗ              |  | Виктор Серебрянников |  |     |
| Нап             |  | Анатолий Бышовец     |  |     |
| Нап             |  | Виталий Хмельницкий  |  | 85' |
| Замены:         |  |                      |  |     |
| Вр              |  | Виктор Банников      |  | 85' |
| Зщ              |  | Сергей Круликовский  |  | 85' |
| Главный тренер: |  |                      |  |     |
| Виктор Маслов   |  |                      |  |     |